# Beaumotte-Aubertans
Beaumotte-Aubertans è un comune francese di 504 abitanti situato nel dipartimento dell'Alta Saona nella regione della Borgogna-Franca Contea.

## Società

### Evoluzione demografica
Abitanti censiti